# Microlophus delanonis
Microlophus delanonis är en ödleart som beskrevs av  Georg Baur 1890. Microlophus delanonis ingår i släktet Microlophus och familjen Tropiduridae. Arten finns på ön Espanola tillhörande ögruppen Galápagosöarna
Inga underarter finns listade i Catalogue of Life.